# Campyloneurus xanthurus
Campyloneurus xanthurus är en stekelart som beskrevs av Josef Fahringer 1935. Campyloneurus xanthurus ingår i släktet Campyloneurus och familjen bracksteklar. Inga underarter finns listade.